# Jonathan Groth
Jonathan Groth (født 9. november 1992) er en dansk bordtennisspiller

## Bordtennis
Han har tidligere spillet i Fulda-Maberzbell i den tyske Bundesliga. Sammen med Kasper Sternberg vandt han ved EM i 2010 meget overraskende sølv i herredouble. Han spiller nu i den russiske klub UMMC (Ural Mining Metallurgical Company), med hvilken han bl.a. er kommet i en Champions League-finale, som klubben dog tabte. 
Groth kvalificerede sig til OL i Rio efter sejr i kvalifikationstuneringen i Halmstad den 16. april 2016. Han blev slået ud i tredje runde af Ma Long.
Han var i 2017 placeret i top-30 på verdensranglisten. I 2018 nåede han sin hidtil bedste placering som nummer 15 på verdensranglisten.
Jonathan Groth spillede sig i finalen ved European Games 2019, hvor han tabte til Timo Boll. Denne finale sikrede Danmark en plads ved OL i 2020, og han blev formelt udtaget i november samme år.